# Oncocitoma
Un oncocitoma és una neoplàsia formada per oncòcits, cèl·lules epitelials caracteritzades per una quantitat excessiva de mitocondris, donant lloc a un citoplasma abundant acidofílic i granular. Les cèl·lules i el tumor que componen són sovint benignes, però de vegades poden ser premalignes o malignes.